# Frank Göhre

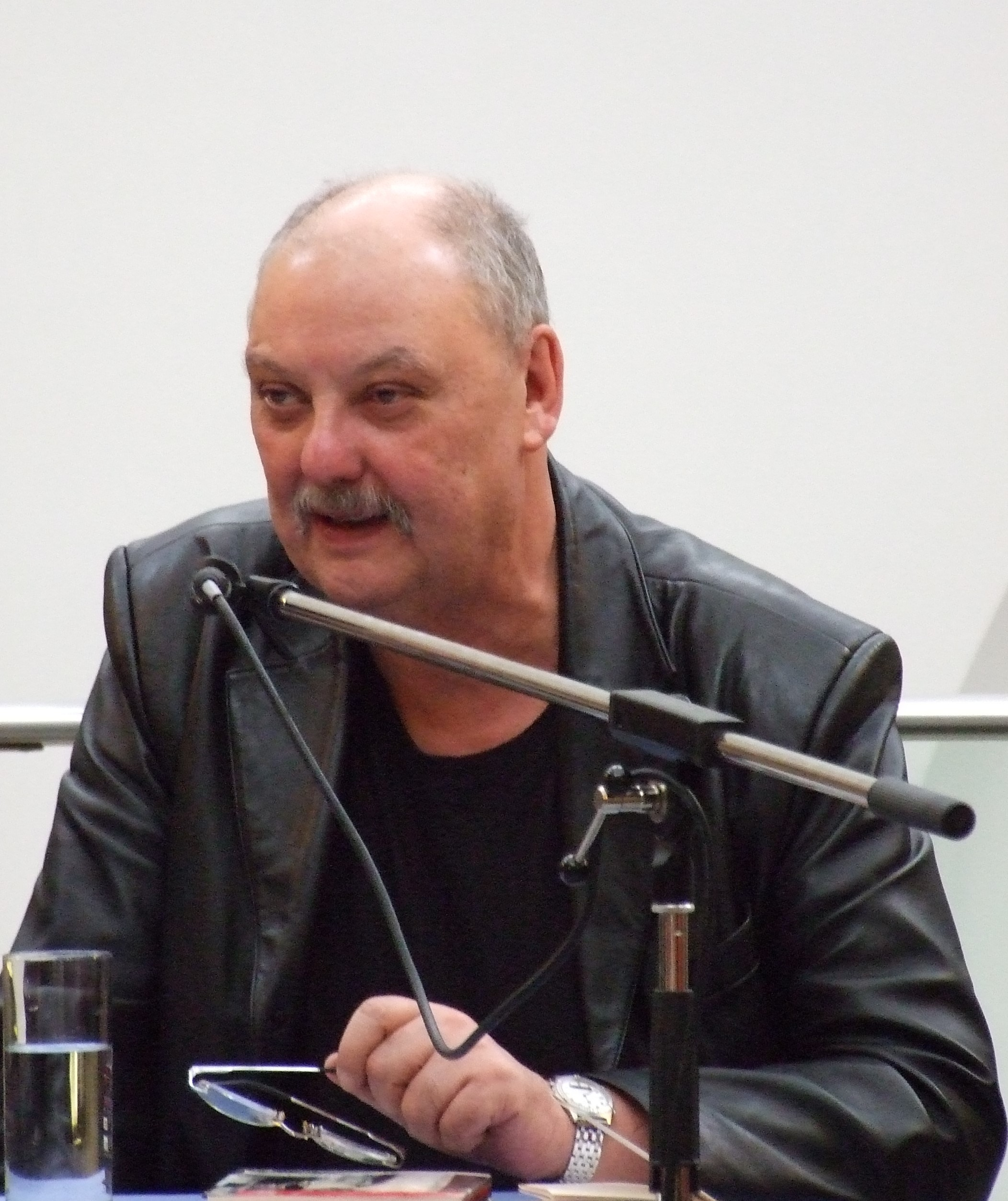
Frank Göhre (2008)

Frank Göhre (* 16. Dezember 1943 in Tetschen-Bodenbach) ist ein deutscher Schriftsteller.

## Leben
Frank Göhre wuchs in Bochum auf und besuchte dort das Gymnasium bis zur Untertertia. Von 1959 bis 1962 absolvierte er eine kaufmännische Lehre und von 1962 bis 1964 eine Lehre als Buchhändler. Anschließend übte er diesen Beruf in Köln, Bochum und Essen aus. Von 1970 bis 1973 war er als Bibliotheksangestellter in Wattenscheid tätig. Ab 1973 lebte er als freier Schriftsteller in Neuenkirchen/Lüneburger Heide; ab 1977 war er Teilhaber und Lektor des Willi-Weismann-Verlages in München. Seit 1981 lebt er als freier Schriftsteller in Hamburg. Seit 1996 ist er Dozent an der Filmakademie in Ludwigsburg und Leiter von Drehbuch-Workshops.
Frank Göhre ist Verfasser von Romanen, Erzählungen, Drehbüchern und Hörspielen. Nachdem er sich anfangs vorwiegend Themen aus dem Leben Jugendlicher gewidmet hatte, wandte er sich später dem Kriminalroman zu; daneben wirkte er an Drehbüchern zu Fernsehserien wie Tatort und Großstadtrevier sowie Spielfilmen (unter anderem Abwärts) mit. Für das Drehbuch zu Sönke Wortmanns Film St. Pauli Nacht wurde er mit dem Deutschen Drehbuchpreis ausgezeichnet. Ferner gab er in den 1980er Jahren die Kriminalromane Friedrich Glausers neu heraus.
Frank Göhre ist Mitglied des Verbandes Deutscher Schriftsteller und des Werkkreises „Literatur der Arbeitswelt“.

## Auszeichnungen
- 1975 Förderpreis des Landes Nordrhein-Westfalen für Bildende Kunst
- 1980 Stadtschreiberamt in Soltau
- 1987 Deutscher Krimi Preis – National 2. Platz für Der Schrei des Schmetterlings
- 1987 Literaturförderpreis der Stadt Hamburg
- 1998 Deutscher Drehbuchpreis für St. Pauli Nacht
- 2011 Deutscher Krimi Preis – National 2. Platz für Der Auserwählte
- 2020 Deutscher Krimipreis – National 3. Platz für Verdammte Liebe Amsterdam
- 2021 Preis der Stuttgarter Kriminächte für Verdammte Liebe Amsterdam

## Werke

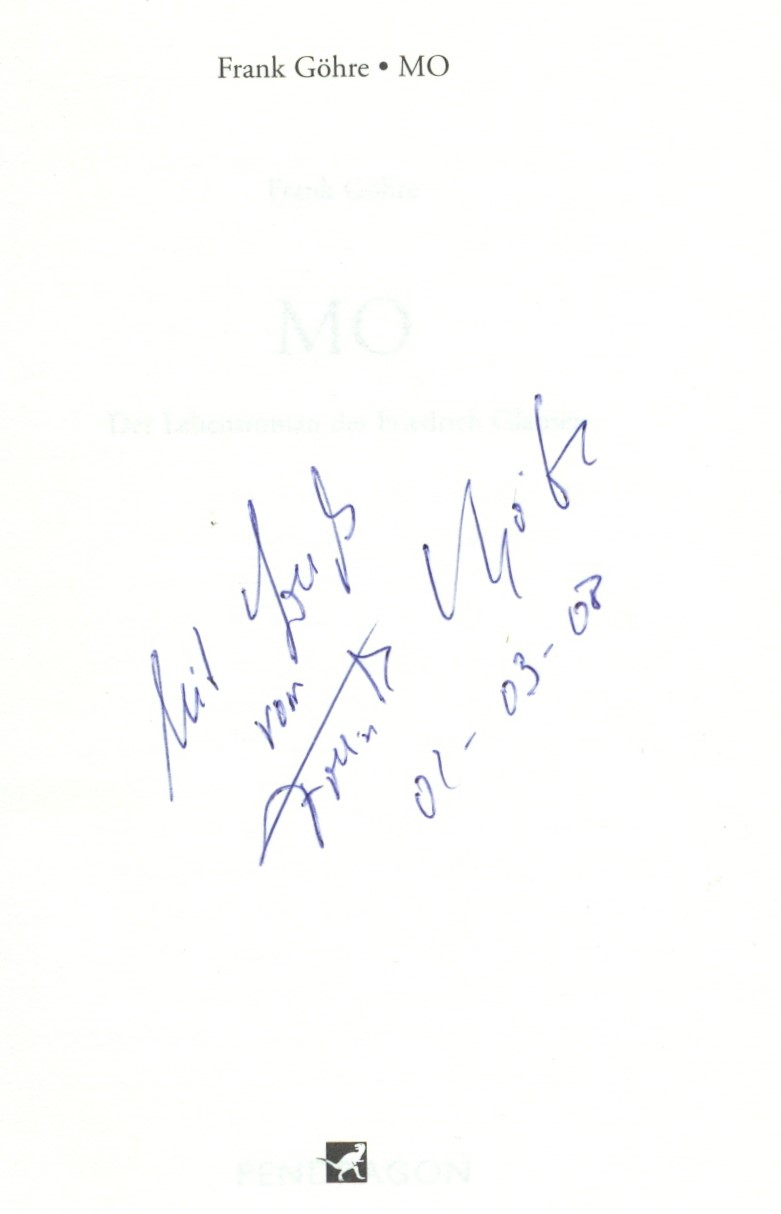
Autograph

- Costa Brava im Revier, Recklinghausen 1971
- Gekündigt, Starnberg 1974
- So läuft das nicht, München 1976
- Wenn Atze kommt, Leverkusen 1976
- Schnelles Geld, München 1979
- Außen vor, München 1982
- Im Palast der Träume, Rowohlt, Reinbek bei Hamburg 1983
- Abwärts, München 1984 (zusammen mit Carl Schenkel)
- Zeitgenosse Glauser, Zürich 1988
- Einzelhaft, Hamburg 1988
- Peter Strohm – Agent für Sonderfälle, München 1989
- Tiefe Spuren, München 1989 (zusammen mit Astrid Schumacher und Bert Schumacher)
- Letzte Station vor Einbruch der Dunkelheit, Rowohlt, Reinbek bei Hamburg 1990
- Frühstück mit Marlowe, Rowohlt, Reinbek bei Hamburg 1991
- Ritterspiele, Rowohlt, Reinbek bei Hamburg 1996
- Rentner in Rot, Schwarze Hefte 1, Hamburger Abendblatt, Hamburg 1998
- Finale am Rothenbaum, Augsburg 1999
- Die toten Augen vom Elbstrand. Dr. Mabuse ist zurück. (Kurzkrimi) (= Volker Albers [Hrsg.]: Schwarze Hefte. Band 50). Hamburger Abendblatt, Hamburg 2003, ISBN 3-921305-15-2.
- An einem heißen Sommertag, Bielefeld 2008
- Mo, Bielefeld 2008
- Der Auserwählte, Pendragon, Bielefeld 2010 ISBN 978-3-86532-202-9.
- mit Alf Mayer: Cops in the City. Ed McBain und das 87. Polizeirevier. Ein Report; mit einem Vorwort von Thomas Wörtche. E-Book bei CulturBooks, Longplayer, Hamburg 2015, ISBN 978-3-944818-94-8.
- mit Alf Mayer: King of Cool. Die Elmore-Leonard-Story. CulturBooks, Hamburg 2019, ISBN 978-3-95988-104-3.
- Verdammte Liebe Amsterdam. Kriminalroman, Hamburg 2020, ISBN 978-3-95988-147-0.
- Die Stadt, das Geld und der Tod. Kriminalroman. CulturBooks, Hamburg 2021, ISBN 978-3-95988-184-5.
- Harter Fall. Kriminalroman. Culturbooks, Hamburg 2023, ISBN 978-3-95988-191-3.
- Sizilianische Nacht. Kriminalroman. Culturbooks, Hamburg 2025, ISBN 978-3-95988-244-6.

### Reihe Kommissar Jörg Fedder
Die ersten drei Romane sind bekannt als Kiez-Trilogie.
- Der Schrei des Schmetterlings, Rowohlt, Reinbek bei Hamburg 1986
- Der Tod des Samurai, Rowohlt, Reinbek bei Hamburg 1989
- Der Tanz des Skorpions, Rowohlt, Reinbek bei Hamburg 1991
- St.-Pauli-Nacht, Rowohlt, Reinbek bei Hamburg 1993
- Grüne Hölle Hagenbeck, Schwarze Hefte 12, Hamburger Abendblatt, Hamburg 1999
- Goldene Meile, Schwarze Hefte 19, Hamburger Abendblatt, Hamburg 2000
- Der letzte Freier, Hamburg 2006
- Zappas letzter Hit, Bielefeld 2006

### Reihe Kommissarin Bettina Breuer
- Endstation Reinbek, Schwarze Hefte 29, Hamburger Abendblatt, Hamburg 2001
- Hauptbahnhof Mord, Schwarze Hefte 37, Hamburger Abendblatt, Hamburg 2002

## Hörspiele
- Berufsbild. NDR 1971.
- Schmutzige Wäsche. Regie: Norbert Schaeffer. Radio-Tatort, NDR 2008.

## Filmografie (Auswahl)
- 1988: Tatort – Einzelhaft
- 1989: Hard Days, Hard Nights
- 1991: Tatort – Finale am Rothenbaum
- 1993: Stunde der Füchse
- 1999: St. Pauli Nacht
- 2002–2005: Großstadtrevier (Fernsehserie, 6 Folgen)
- 2006: Kommissar Stolberg (Fernsehserie, 1 Folge)

## Herausgeberschaft
- Lesebuch, Bottrop 1972
- Verhör eines Karatekämpfers und andere Aussagen zur Person, Köln 1977 (herausgegeben zusammen mit Güdny Schneider-Mombaur)
- Kaum bin ich allein ..., Reinbek bei Hamburg 1985 (herausgegeben zusammen mit Jutta Lieck)
- Don Juan, Reinbek bei Hamburg 1986 (herausgegeben zusammen mit Birgit Heiderich)
- Friedrich Glauser: Wachtmeister Studers erste Fälle, Zürich 1986
- Friedrich Glauser: Mensch im Zwielicht, Darmstadt 1988
- Kreuzverhöre, Hildesheim 1999 (herausgegeben zusammen mit Jürgen Alberts)